# Embraer ERJ 140
L'Embraer ERJ 140 è un bimotore di linea regionale ad ala bassa prodotto dall'azienda brasiliana Embraer.

## Versioni
ERJ 140ER
versione
ERJ 140LR
versione lungo raggio.

## Utilizzatori
(lista parziale)

### Civili
Stati Uniti
- American Airlines
- Chautauqua Airlines

 Sudafrica
- Airlink

### Militari
Argentina
- Fuerza Aérea Argentina

2 ERJ-145LR ex American Eagle acquistati a dicembre 2023. Primo esemplare consegnato a febbraio 2024. Secondo esemplare consegnato a fine febbraio 2024.